# Siphon et bouteille de rhum avec bouchon
Siphon et bouteille de rhum avec bouchon est une œuvre de jeunesse peinte par Salvador Dalí en 1924. Elle est au croisement des études cubistes alors à la mode, et des travaux mystiques d'artistes italiens tels que Valori Plastici que le peintre avait vu dans le magazine «art plastique». La toile fut montrée lors de deux expositions majeures en 1925: la première exposition de l'Association des artistes ibériques (au  Cason du buen retiro à Madrid) puis lors de la première exposition personnelle de Dali à la Galerie Dalmau à Barcelone.
En 1925, Dalí écrivit à son ami Federico García Lorca :

« Je fais des expériences pour créer une atmosphère, ou, plus précisément, pour étudier la structure du vide, la plasticité du vide à laquelle je n'avais pas fait attention, c'est très intéressant à mon avis, car cette plasticité découle presque toujours de la plasticité de la matière solide »

.